# 安東尼·瑞德
安東尼·约翰·斯坦诺普·瑞德（英語：Anthony John Stanhope Reid，1939年6月19日—2025年6月8日）:3，澳大利亚歷史學者，東南亞史大家，以《東南亞的貿易時代：1450-1680》（Southeast Asia in the Age of Commerce, 1450-1680）為其成名作。曾為澳洲國立大學教授，他獲選為澳洲人文科學院院士、英國皇家歷史學會會士、英國國家學術院通訊院士。

## 生平

### 早年經歷
安東尼·瑞德生於1939年夏，紐西蘭外交官之子。曾經跟隨父親赴任印尼、日本，經歷各國。隨後取得紐西蘭威靈頓維多利亞大學經濟與歷史學士、歷史學碩士。因父蔭結識馬來亞殖民政府高官巴素（Victor Purcell），蒙推薦前往劍橋修學。巴素是東南亞華人史權威，但瑞德偏向亞齊史，惟劍橋最接近其課題的就是巴素，於是以巴素為師。1965年以亞齊史研究取得劍橋歷史學博士。畢業前在法國近荷蘭邊境跑動，此時在法國結識其在歐洲教授英文的妻子，畢業後自己駕駛汽車，自歐洲出發，經南斯拉夫、希臘、土耳其、耶路撒冷、敘利亞、伊拉克、伊朗、印度。在印度時，接獲馬來亞大學的聘書，因此在印度將車子開上輪船前往馬來亞。這段經歷讓他得到了難得的經驗外，還得了終身的肝炎。:3-7

### 學術生涯
他在馬來亞大學歷史系執教東南亞史期間，馬新政治動蕩，到任時正值馬新分家前夕，幾個月後新加坡就獨立，1969年馬來亞爆發五一三事件，再隔年馬來亞開始排外，要求大學以馬來語教學，於是馬來亞大學內的教授開始出走。瑞德也因此前往王賡武所在澳洲去。1970-1999年期間，瑞德在澳洲國立大學執教，在其教學生涯中，1980-1981年曾經在印尼蘇拉威西島的哈桑丁大學（U. Hasanuddin）做學術訪問。1980年代期間曾經主持召集劍橋東南亞經濟史，東南亞經濟史複雜難解，協助完成此事是促成1988年出版其成名作《東南亞貿易時代》上卷的基礎之一。1987年成為澳洲人文科學院院士。1993年出版前書下卷。1997年成為英國皇家歷史學會會士，1999年前往UCLA協助創辦亞洲研究中心，2002年得福岡亞洲文化獎的學術研究部分的大獎，又蒙王賡武召去新加坡協助成立亞洲研究中心。任新加坡國立大學教授至2007年，之後在澳洲堪培拉退休。2008年成為英國國家學術院通訊院士。2010年得到美國亞洲研究學會的亞洲研究傑出貢獻獎。:7-14
1950年代，他從父遊歷印尼、日本的經驗及其大學時期接觸科倫坡計劃下來自東南亞留學生的刺激，讓他一直想要找出東南亞普遍貧窮和落後的原因，:5這動機促使他日後創作了成名作《東南亞的貿易時代》。:9瑞德既不諳中文，:4早期也不想涉及華人研究，:6然而他日後仍然不斷有涉及華人的研究，並產生想要將東南亞的華人和歐洲的猶太人做比較的念頭，惟其華人同事對此多不抱肯定的態度。1994年，他在美國召來世界各地學者討論這個課題，結論是兩者在本質上幾乎完全沒有共同點，但工商型少數民族（entrepreneurial minority）仍在部分特定歷史情境下同樣面臨了極端的威脅，他認為這些案例或許正好都是因為工商型少數民族填補了統治者和被統治者間的中間地帶而造成的。:11

## 獲獎及榮譽
- 澳洲人文科學院院士（1987）
- 英國皇家歷史學會會士
- 英國國家學術院院士（2008）
- 福岡亞洲文化獎（學術研究；2002）
- 美國亞洲研究學會 亞洲研究傑出貢獻獎（2010）

## 主要著作
- The Contest for North Sumatra: Atjeh, the Netherlands and Britain, 1858 1898. Kuala Lumpur, OUP/UMP, 1969. 333 pp.
- The Indonesian National Revolution, 1945 1950. Hawthorn, Vic. Longmans Australia, 1974. 193 pp.
- The Blood of the People: Revolution and the End of Traditional Rule in Northern Sumatra. Kuala Lumpur, OUP, 1979. 288 pp.
- Southeast Asia in the Age of Commerce, 1450-1680. Vol.I: The Lands below the Winds. New Haven, Yale University Press, 1988. 275pp.

中譯本：東南亞的貿易時代：1450-1680年 第1卷 季風吹拂下的土地，北京：商務印書館，2010年。
- Southeast Asia in the Age of Commerce, 1450 1680. Vol.II: Expansion and Crisis. New Haven, Yale University Press, 1993. 390pp.

中譯本：東南亞的貿易時代：1450-1680年 第2卷 擴張與危機，北京：商務印書館，2010年。
- Charting the Shape of Early Modern Southeast Asia. Chiang Mai: Silkworm Books, 1999, 298pp.
- An Indonesian Frontier: Acehnese and other histories of Sumatra. Singapore: Singapore University Press, 2004; 439pp.
- A History of Southeast Asia: Critical Crossroads. Wiley-Blackwell, 2015; 476pp.

中譯本：東南亞史：多元而獨特，關鍵的十字路口，新北市：八旗文化，2022年。

## 外部連結
- 澳洲國立大學 安東尼·瑞德 （页面存档备份，存于）